# Дике поле (пісня)
Дике поле – бойовий гімн репера Yarmak та співачки Аліси Панчук. Вийшла 7 травня 2022 року. Початкова ідея пісні – підтримати бойовий дух українських військових, привернути увагу до захисників Маріуполя. Пісня виконувалася на передовій, прибуток від стрімінгових платформ виконавці витратили на потребу ЗСУ.
Розпочинається композиція з тексту Молитви українського націоналіста, написана наприкінці 1920-х – на початку 1930-х років одним із лідерів Організації українських націоналістів Осипом Мащаком і доповнена пізніше членами українських націоналістичних організацій.
|                                          | ...я зрозумів, що хлопцям потрібна бойова пісня і написав її на чергуваннях. Це магічна мантра з глибинними заклинаннями – “хай сміливих смерть обходить!” Пісня про справжній стан воїна – найвищий стан героїчності, якого тільки може досягнути чоловік, коли навіть смерть тебе поважає. |
| — Yarmak, https://censor.net/ua/r3364326 | |

У серпні 2022 року в караоке-барі у кримському Щолкіному клієнт замовив Дике поле. Діджея, який виконав замовлення, заарештували на 10 діб. Інцидент обурив російського пропагандиста Соловйова, який згадав його в своїй програмі разом з назвою пісні та виконавцем.